# Mexikói réce
A mexikói réce (Anas diazi) a madarak osztályának lúdalakúak (Anseriformes)  rendjébe és a récefélék (Anatidae) családjába tartozó faj. Egyes feltételezések szerint hibrid

## Rendszerezés
Besorolása vitatott, egyes rendszerezők szerint a tőkés réce (Anas platyrhynchos) alfaja Anas platyrhynchos diazi néven.

## Előfordulása
Az Amerikai Egyesült Államok déli részén és Mexikó területén honos.

## Megjelenése
Testhossza 51-56 centiméter.

## Fordítás
- Ez a szócikk részben vagy egészben  a   Mexican Duck című angol Wikipédia-szócikk fordításán alapul.  Az eredeti cikk szerkesztőit annak laptörténete sorolja fel. Ez a jelzés csupán a megfogalmazás eredetét és a szerzői jogokat jelzi, nem szolgál a cikkben szereplő információk forrásmegjelöléseként.